# Paul Zielinski
Paul Zielinski, gerufen „Päule“, (* 20. November 1911 in Hamborn; † 20. Februar 1966) war ein deutscher Fußballspieler.

## Sportliche Laufbahn

### Vereinskarriere
Bei den Weiß-Grünen von Union 02 Hamborn begann in der Jugend die Karriere des Fußballspielers Paul Zielinski. Erst als er schon Nationalspieler war, in der Runde 1934/35, gelang der Union der Aufstieg in die Gauliga Niederrhein. Im Olympiajahr 1936 stieg Union ab, genauso wie in der Runde 1938/39 nach dem sofortigen Wiederaufstieg 1936/37. Hamborn 07 war die erste Kraft im Hamborner Fußball, daran kam Union auch mit Nationalspieler Paul Zielinski nicht vorbei. Während des Zweiten Weltkrieges spielte „Päule“ durch seine Stationierung bedingt, 1942/43 beim Luftwaffen-SV Berlin und 1943/44 in Österreich beim LSV Markersdorf. Unmittelbar in den Nachkriegswirren war Zielinski kurz bei Rapid Kassel, wo der unbrauchbare Versuch der Gründung einer Profimannschaft unternommen wurde. Ab 1946 war er wieder bei seinem Heimatverein Union Hamborn im Einsatz. Als Spieler-Trainer war er von 1946 bis 1948 am Niederrhein in der Amateurklasse beschäftigt.

### Auswahleinsätze
Im Wettbewerb des Kampfspielpokals der Ländermannschaften bestritt der konditionsstarke Außenläufer von Union Hamborn am 24. Juni 1934 in Königsberg beim Spiel gegen Ostpreußen beim 4:0-Sieg des Niederrheins sein erstes Spiel in diesem Auswahlwettbewerb. Seinen achten und letzten Einsatz hatte er am 10. Oktober 1937 im Reichsbundpokal beim 3:1-Erfolg gegen Brandenburg.
Otto Nerz, dem Reichstrainer der A-Nationalmannschaft, fiel das „Laufwunder“ von Union beim Wettspiel seiner Auswahl innerhalb des ersten WM-Lehrganges in Duisburg-Wedau Anfang April 1934 gegen eine Hamborner Kombination auf. Zum zweiten Lehrgang Mitte April wurde Zielinski daraufhin von Nerz eingeladen und kam in der DFB-Mannschaft beim Testspiel gegen Fortuna Düsseldorf zum Einsatz. Der dritte Lehrgang fand vom 7. bis 19. Mai 1934 mit 38 Spielern statt. Bei den zwölf nominierten Läufern war auch Paul Zielinski dabei. Zum Lehrgang gehörten vier Spiele gegen die englische Profimannschaft Derby County. Beim zweiten und vierten Spiel gegen die Briten überzeugte Zielinski bei seinen Einsätzen. Otto Nerz berief den Mann von Union 02 in sein endgültiges Weltmeisterschaftsaufgebot für Italien. Neben Jakob Bender, Rudolf Gramlich, Paul Janes und Fritz Szepan war er für die Läuferreihe vorgesehen. Überraschenderweise bestritt „Päule“ alle vier Spiele der DFB-Elf bei dieser Weltmeisterschaft. In Florenz gegen Belgien debütierte er in der Nationalmannschaft. Beim 5:2-Sieg nach einem 1:2-Halbzeitstand, machte sich die noch nie dagewesene Vorbereitung von vier Wochen bemerkbar. In Mailand war er beim 2:1-Sieg gegen Schweden dabei. In Rom erlebte er im Halbfinale die erste Niederlage im Nationaltrikot gegen die Tschechoslowakei. In Neapel feierte er mit seinen Kameraden durch den 3:2-Sieg gegen Österreich den unerwarteten dritten Platz. Ohne einen Länderspieleinsatz war Zielinski zur Weltmeisterschaft gefahren, heim kam er als Stammspieler und der Ehre des dritten Ranges. Am 13. Mai 1936 spielte Zielinski in einem Testspiel in einer deutschen Auswahl gegen den FC Everton innerhalb der Olympiavorbereitung. Zum Olympiaturnier 1936 in Berlin wurde er überraschenderweise nicht nominiert. Der Abstieg mit Union aus der Gauliga Niederrhein im Olympiajahr hatte seine Aussichten sicher nicht verbessern können. Am 27. September 1936 bestritt er beim Spiel in Krefeld gegen Luxemburg sein 15. Länderspiel. Es war ein Doppelspieltag der Nationalmannschaft und die erfolgreiche Karriere des linken Außenläufers Albin Kitzinger von Schweinfurt 05 begann. Es war der letzte internationale Auftritt von Paul Zielinski.

## Berufliche Laufbahn
Der zum Sportlehrer ausgebildete Zielinski verdiente seinen Lebensunterhalt als Betriebssportlehrer in Walsum. Am 7. Juli 1937 beantragte er die Aufnahme in die NSDAP und wurde rückwirkend zum 1. Mai desselben Jahres aufgenommen (Mitgliedsnummer 5.215.827). Er starb im Alter von 54 Jahren an einem „tückischen Leberleiden“. Er war verheiratet und hatte drei Kinder.

## Trainerlaufbahn
Der Ex-Nationalspieler war als Trainer bei verschiedenen Mannschaften tätig. Zu denen gehörten unter anderem Teutonia Lippstadt, Hamborn 07, Sterkrade 06/07, 1. FC Bocholt, Union 02 Hamborn und 1. FC Mülheim.